# Themenfahrt

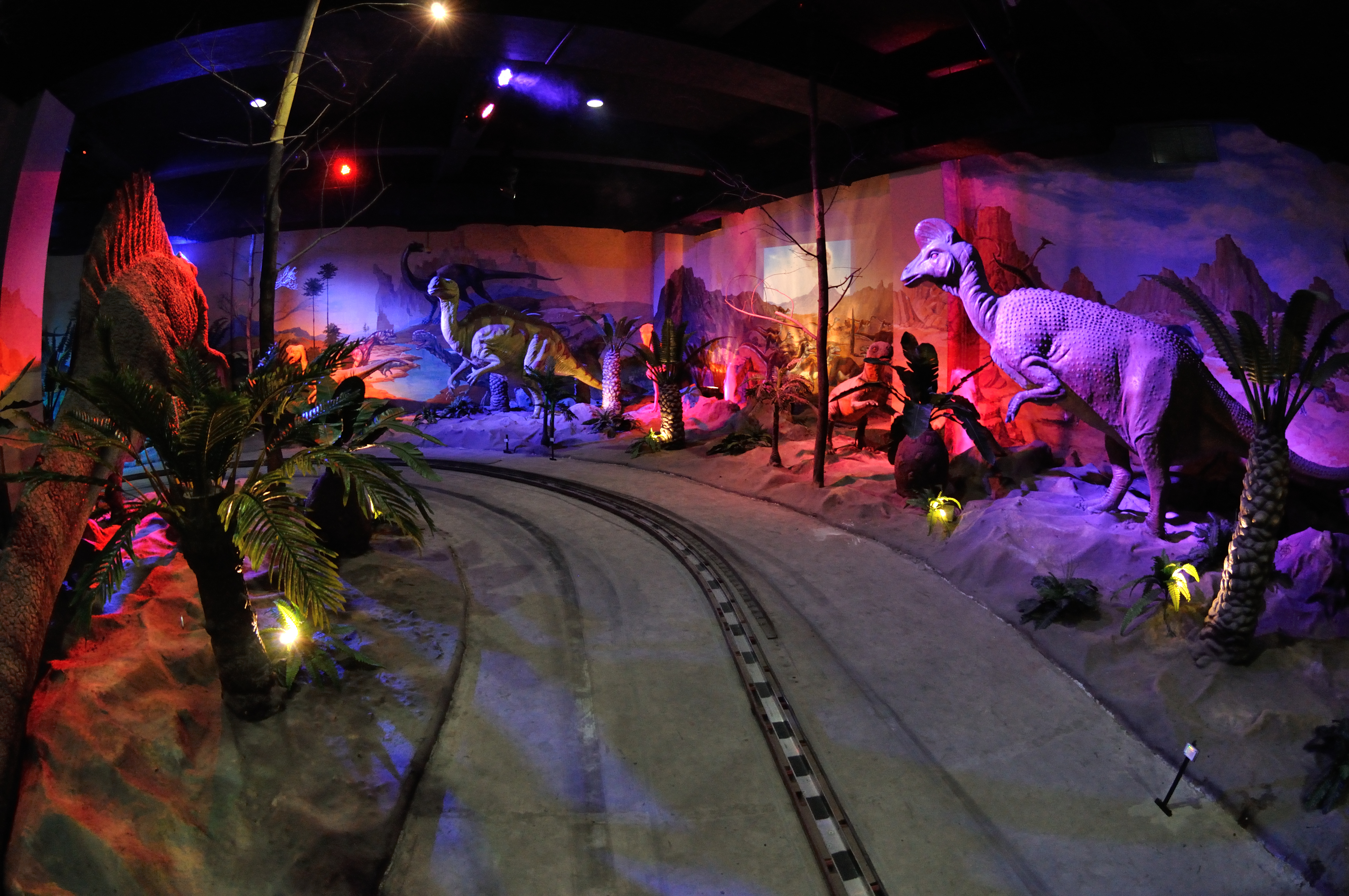
Themenfahrt in der Earth Exploration Hall

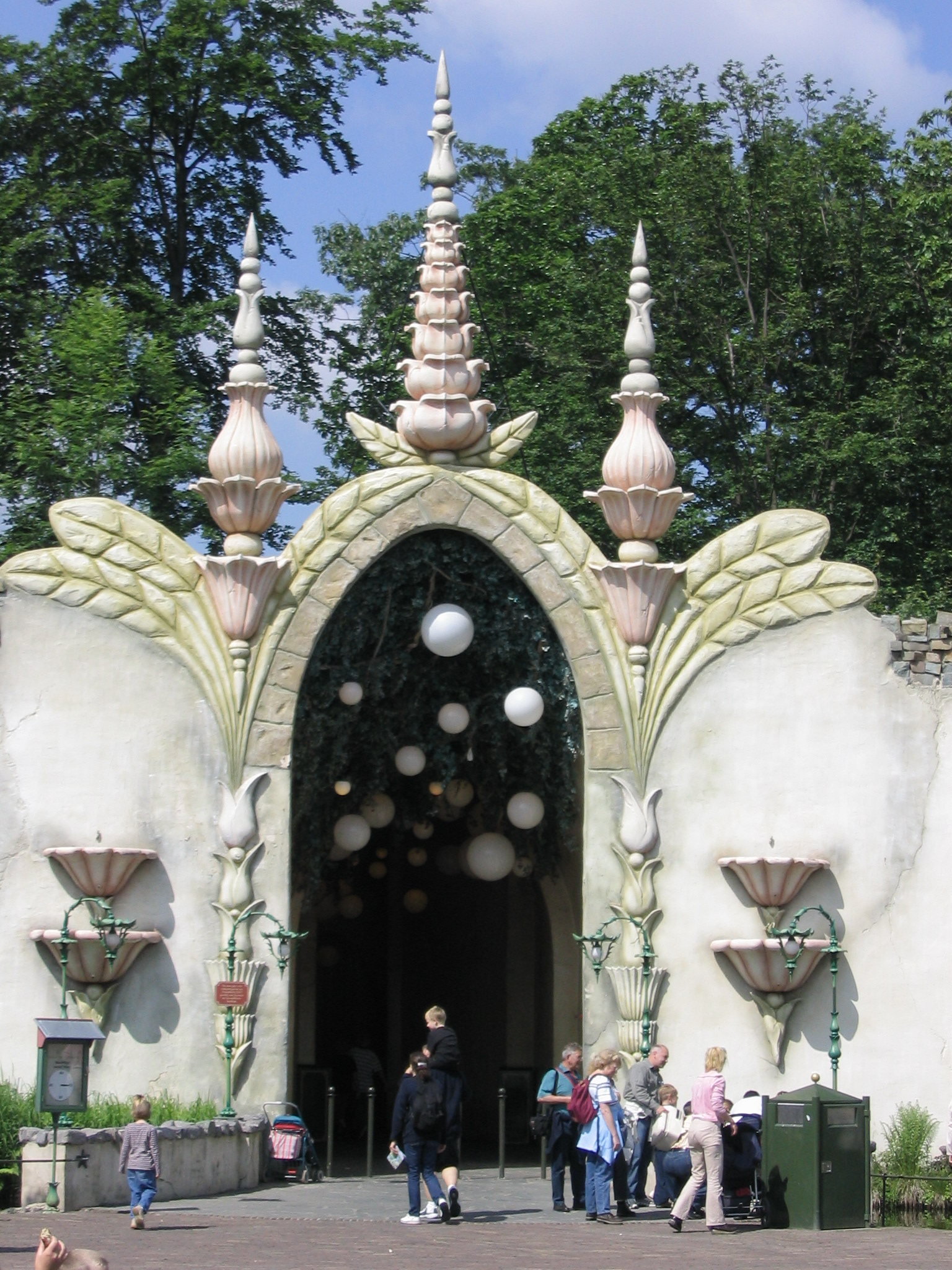
Eingang zu Droomvlucht (Traumflug) in Efteling

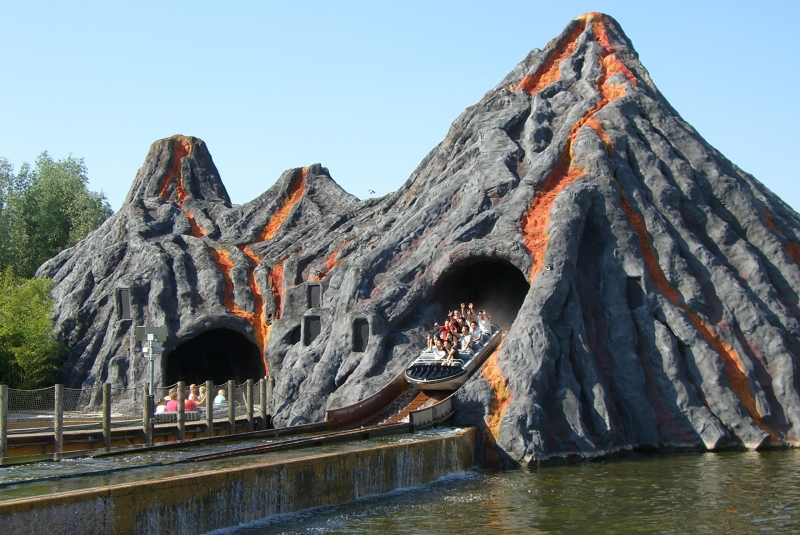
Area 51 – Top Secret im Movie Park Germany

Eine Themenfahrt bezeichnet ein Fahrgeschäft, dessen Fahrzeuge an thematisierten, meist bewegten Szenen vorbeifahren. Themenfahrten werden auch Dark Ride (deutsch wörtlich „Dunkle Fahrt“) genannt, vor allem, wenn ihre Hauptanlage in einem geschlossenen Raum liegt. Handelt es sich um eine Achterbahn in einem geschlossenen Raum, spricht man von einer Indoorachterbahn. Themenfahrten gibt es sowohl stationär in Freizeitparks oder Museen sowie auch in transportabler Version für Volksfeste. Im deutschsprachigen Raum kennt man auf den Kirmessen vor allem die klassischen Geisterbahnen. Fast alle Themenfahrten sind individuelle Anfertigungen und damit Einzelstücke.

## Themen
Das klassische Thema der Themenfahrt sind Geister und Gespenster. Man kann grob zwischen Geisterbahnen und anderen Themenfahrten unterscheiden. Eine Abgrenzung ist dabei häufig nicht klar. Zum Beispiel haben Disneys Haunted Mansion/Phantom Manor oder die Geister-Rikscha im Phantasialand Merkmale beider Typen. Während bei den transportablen Anlagen häufig stark mit Schreckeffekten gearbeitet wird, verzichten Freizeitparks eher darauf, da man hier meist stärker auf Familien mit kleineren Kindern ausgerichtet ist.
Ein weiteres sehr beliebtes Thema sind Piraten. Nachdem 1967 Disney seine Pirates of the Caribbean eröffnet hatte, entstanden auch in anderen Parks weltweit ähnliche Attraktionen, wie zum Beispiel Piraten in Batavia im Europa-Park oder Pirate Adventure im Drayton Manor Park, England.
Mit It’s a Small World hat Disney eine weitere Vorlage für ein beliebtes Thema gegeben. Die Fahrzeuge bewegen sich hier an Szenen mit singenden Völkern aus aller Welt vorbei. Ähnliche Attraktionen bieten beispielsweise Efteling mit Carnival Festival oder der Parque de Atracciones, Spanien mit Fantasia.
Moderne Themenfahrten arbeiten mit längeren Storyboards als Hintergrund der in Szenen gruppierten Räume. Besondere Effekte werden meist durch außergewöhnliche Beleuchtung erzielt. Zudem sollen, oft speziell für die Fahrt komponierte, Musik und Soundeffekte das Erlebnis unterstützen.
Die in den Szenen verwendeten Figuren werden meist technisch bewegt. Dazu kommen verschiedenste mechanische oder pneumatische Verfahren zum Einsatz. Die von innen bewegten Figuren werden (Audio-)Animatronics genannt.
Einige Bootsfahrten bezeichnet man auch als Tunnel of Love (Liebes-Tunnel). Hier geht die Fahrt meist vorbei an romantischen Szenen, es gibt aber auch Installationen mit Grusel-Thema. Zweck dieser Fahrten ist es ursprünglich, die Mitfahrer enger zusammenzubringen.

## Fahrsysteme
Ebenso zahlreich wie die Thematik der Themenfahrten sind auch die Transportsysteme. Es gibt Fahrgeschäfte mit Booten, Einzelwagen, Zügen und Endloszugsystemen. Bei den Zugsystemen gibt es sowohl auf der Schiene fahrende, unter den Schienen hängende oder nur von einer Führungsschiene geleitete Systeme. Manche Fahrsysteme haben drehbare Gondeln, die die Besucher passend zu den Szenen ausrichten. Die modernsten Anlagen benutzen zur Führung der Wagen unsichtbare Induktionsschleifen im Boden anstelle von Schienen; die Wagen fahren scheinbar frei im Raum und sind nicht unbedingt an eine feste Route gebunden. Ein Beispiel für ein solches, trackless genanntes System ist Symbolica in Efteling.
Als Antrieb der Bahnen kommen in der Regel Elektromotoren zum Einsatz. Nur bei sehr alten Anlagen findet man noch Verbrennungsmotoren (Beispiel: Märchenbahn im Vidámpark, Budapest). Bootssysteme werden durch mit Pumpen oder Schaufelrädern erzeugter Wasserströmung oder an einem unter Wasser über Umlenkräder geführten Stahlseil bewegt; letztere werden als Gondoletta bezeichnet.
Meist sind die Fahrzeuge, in denen die Mitfahrer Platz nehmen, passend zum Thema der Fahrt gestaltet (z. B. Käfige in der Fahrt zur Hölle).
Auch Lazy River in Wasserparks, die mit luftgefüllten Reifen befahren werden, gelten als Themenfahrt, wenn sie über eine entsprechende Thematisierung verfügen. Ein Beispiel dafür ist Snorris Saga in Rulantica.

## Interaktive Themenfahrten

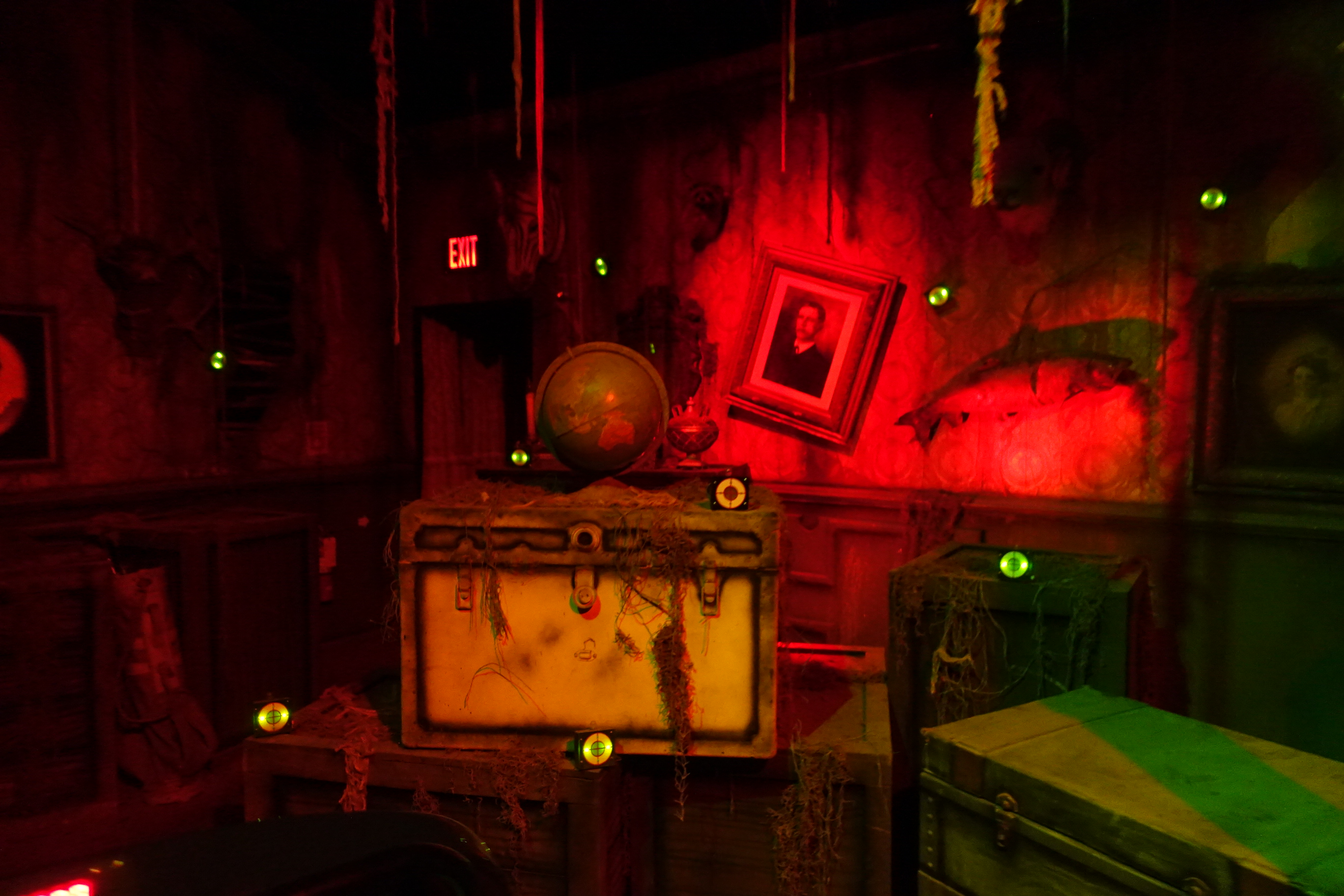
Innenaufnahme der interaktiven Geisterbahn „Ghostwood Estate“, bei der die Zielscheiben sichtbar sind.

In den letzten Jahren werden zunehmend Themenfahrten gebaut, bei denen der Besucher nicht mehr die rein passive Rolle des Beobachters einnimmt. Die mögliche Interaktion beschränkt sich aber bei den meisten Anlagen auf das Abschießen von Zielen mit Laser- oder Infrarotpistolen. Dabei wird entweder nur eine Aktion in der Szene ausgelöst (Beispiel: The El Paso Special im Bobbejaanland) oder zusätzlich die Trefferzahl in Punkten gezählt (Beispiel: Duel in Alton Towers). Einige moderne Anlagen wie etwa Challenge of Tutankhamon in Walibi Belgium bieten je nach erzielten Treffern einen unterschiedlichen Fahrablauf.
Eine weitere Interaktionsmöglichkeit ist die teilweise Steuerung der Wagen. Hier ist in der Regel aber nur eine Drehung um die eigene Achse vorgesehen (Beispiele: Buzz Lightyear Laser Blast im Disneyland Resort Paris, Abenteuer Atlantis im Europa-Park).
Eine neuere Generation von interaktiven Themenfahrten stellen solche dar, bei denen der Fahrgast vor Leinwände oder Bildschirme fährt und durch das Schießen auf Ziele innerhalb des gezeigten Filmes (meistens in 3D) Punkte bekommt. Die Fahrgäste sitzen dabei oft Rücken an Rücken und fahren zwischen den Leinwänden an Szenen vorbei, die nicht interaktiv sind, und drehen sich teilweise um die eigene Achse. Beispiele sind Toy Story Midway Mania (mehrere Installationen), Maus au Chocolat (Phantasialand) und Stadlgaudi 4D (Bayern-Park).
Eine Besonderheit stellt das Erlebnis-Restaurant Eatrenalin (zum Europa-Park-Resort gehörig) dar. Dabei handelt es sich um eine aufwendig gestaltete, zweistündige Themenfahrt (trackless-System von Mack Rides), die mit einem mehrgängigen gehobenen Menü verbunden ist.